# داران (إيران)
داران (بالفارسية: داران) هي منطقة سكنية تقع في إيران في البلدة المركزية. يقدر عدد سكانها بـ 18,930 نسمة .